# Novembre 1961

## Événements
- Mercredi 1er novembre : 
  - États-Unis : suppression de la ségrégation dans les transports inter-État.
  - Algérie : Ben Bella fait la grève de la faim pour obtenir le statut de prisonnier politique.
  - Algérie : le FLN organise en Algérie une journée pour l'indépendance : la répression fait une centaine de morts.

- Vendredi 3 novembre, Nations unies : le Birman U Thant, dit « Monsieur U », est nommé secrétaire général des Nations unies.
- Mardi 7 novembre, Équateur : les militaires mettent un terme au quatrième mandat du dirigeant populiste Velasco. Le vice-président Carlos Julio Arosemena lui succède. Il fait preuve de nationalisme et d’inclinaisons à gauche (fin en 1963).

Jeudi 9 novembre, Royaume-Uni : début du voyage de la reine Élisabeth II au Ghana (jusqu'au 20 novembre).
- Vendredi 17 novembre, Cambodge : Norodom Sihanouk se nomme Premier ministre.

- Dimanche 19 novembre, Guinée[1] : début de la répression du « Complot des enseignants »[2]. Le régime élabore la théorie du « complot permanent » auquel il répond par la terreur symbolisée par les « pouvoirs révolutionnaires locaux » et le « camp Boiro » où sont internés les opposants.

- Mardi 28 novembre, Suisse : reprise de la conférence de Genève sur le désarmement, Khrouchtchev réclame la présence de la France.

- Jeudi 30 novembre, Cuba : opération Mongoose de la CIA contre le gouvernement cubain.

## Naissances
- 1er novembre : 
  - Valérie Valère, écrivain français († 17 décembre 1982).
  - Petr Pavel, militaire et homme d'État tchèque.
- 2 novembre : 
  - k.d. lang, chanteuse.
  - Sigrid Kaag, femme politique et diplomate néerlandaise.
  - Elke Kahr, femme politique autrichienne.
- 3 novembre : 
  - Jean-Michel Maire, journaliste français.
  - Moeketsi Majoro, homme politique lésothien.
- 5 novembre
  - Charles Hobaugh, astronaute américain.
  - Alan G. Poindexter, astronaute américain.
- 6 novembre : Florent Pagny, chanteur et acteur français.
- 10 novembre : Daniel Marchildon, romancier, nouvelliste, auteur pour la jeunesse, journaliste et scénariste franco-ontarien.
- 12 novembre : Nadia Comăneci, gymnaste roumaine.
- 14 novembre : Nagui, présentateur français.
- 15 novembre : Anthony Poola, cardinal indien, archevêque d'Hyderabad.
- 17 novembre : Pat Toomey, homme politique américain, sénateur des États-Unis pour la Pennsylvanie depuis 2011.
- 19 novembre : Meg Ryan, actrice et productrice américaine.
- 21 novembre : Jean-François Halin, scénariste français.
- 22 novembre : Mariel Hemingway, actrice américaine
- 23 novembre : Floyd Roland, premier ministre des Territoires du Nord-Ouest.
- 25 novembre : Matthias Freihof, acteur allemand.
- 26 novembre : Marcy Walker, actrice américaine.
- 27 novembre : 
  - Steve Oedekerk, scénariste, producteur, acteur et réalisateur américain.
  - Samantha Bond, actrice britannique.
- 28 novembre : 
  - Alfonso Cuarón, réalisateur, scénariste et producteur mexicain.
  - Jonathan Mostow, réalisateur, scénariste et producteur américain.
- 29 novembre : 
  - Tom Sizemore, acteur et producteur américain († 3 mars 2023).
  - Kim Delaney, actrice et productrice américaine.
- 30 novembre : Rupert Wainwright, acteur, réalisateur et scénariste britannique.

## Décès
- 18 novembre : disparition de Michael C. Rockefeller.
- 20 novembre : Henri de la Barre d'Erquelinnes, homme politique belge (° 21 décembre 1885).